# 昭觉寺

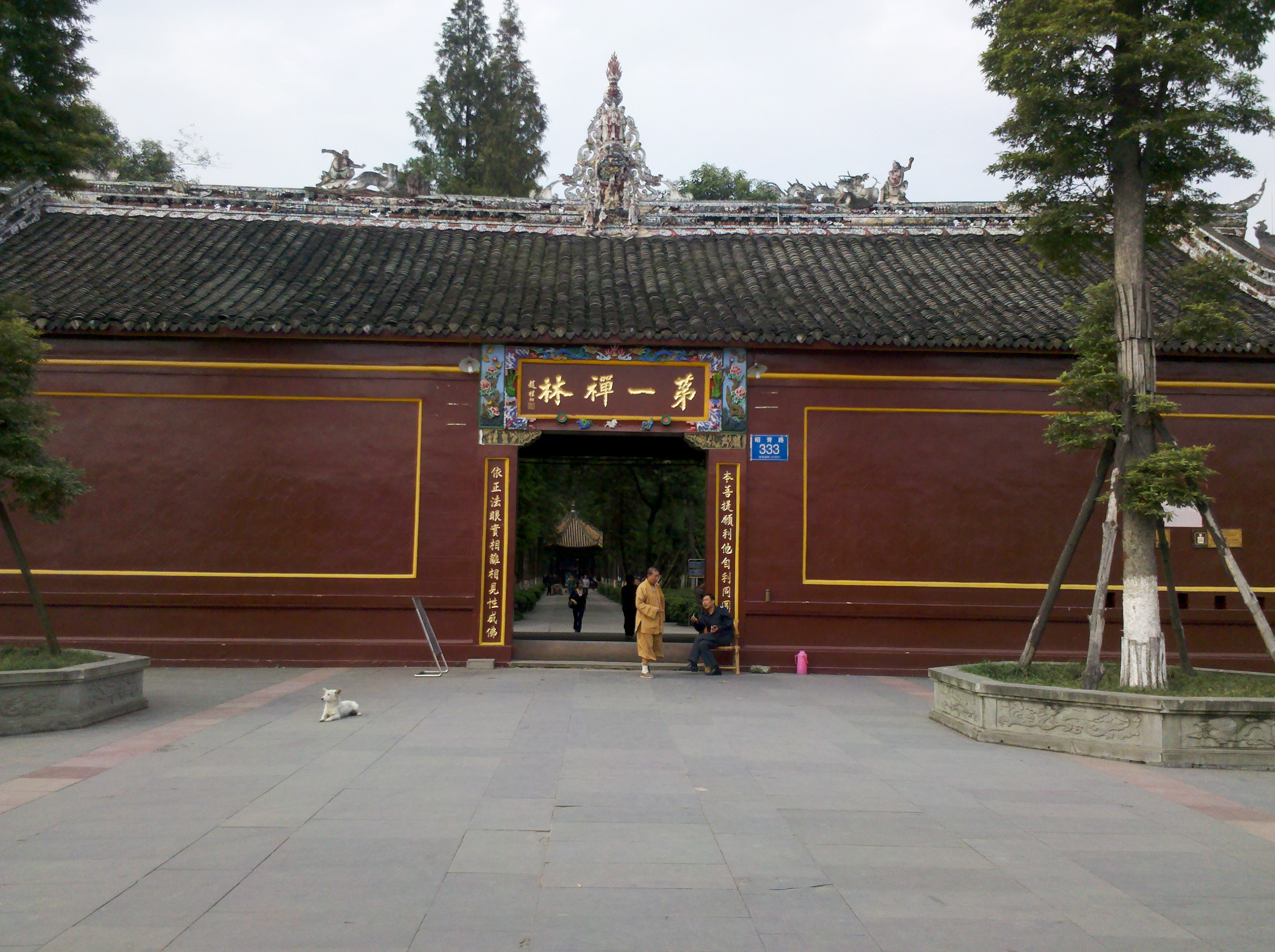
昭觉寺正门，川西“第一禅林”

昭觉寺位于中国四川省成都市成華區。昭觉寺在1983年被国务院确定为汉族地区佛教全国重点寺院之一。

## 历代变迁
昭觉寺原本称：建元，是汉朝眉州司马董常的家宅。唐朝贞观年间，为振兴佛法，家宅修建为佛寺，另称建元寺。唐僖宗乾符四年（公元877年），唐禅宗曹洞宗传人休梦了觉禅师担任建元寺住持，改寺名为昭觉。

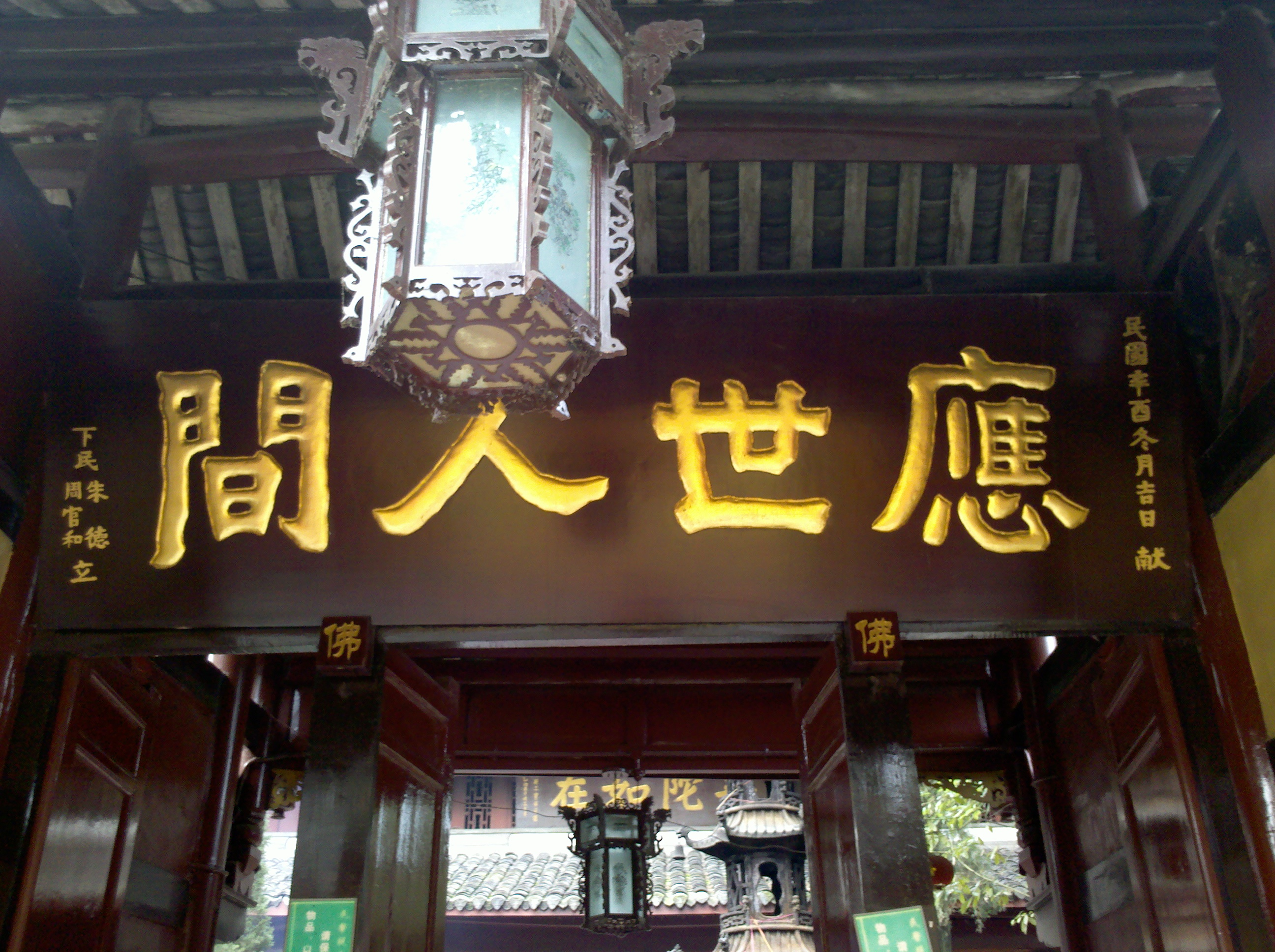
应世人间

1917年3月，四川军阀二师师长刘存厚攻击滇军罗佩金、戴戡部下，朱德、周官和寡不敌众，退避昭觉寺。寺院因清净之地保护了朱德等人未被发现。朱德回到云南后委托周官和请书法家颜楷书写“应世人间”四个字制作成牌匾，赠送给昭觉寺。近代画家张大千也曾在昭觉寺住了4年，研究绘画艺术，不少的珍贵手迹至尽仍保留在寺院内。
中华人民共和国成立后，慈青方丈担任四川省成都市佛教协会会长，并选为四川省人大代表。文革动乱时期，昭觉寺受到严重破坏，寺院内建筑被毁坏，佛像佛塔文物法器被毁，寺院土地被征用。
文革结束后，寺院被重新交给中国佛教团体管理使用，在各方面的支持与帮助下，重修了寺院，包括大山门、八角亭、天王殿、地藏殿、观音阁、御书楼、韦驮殿、藏经楼、五观堂、石佛殿、普同塔、先觉堂等殿堂楼亭。重塑了弥勒佛、四大天王等佛像。收集修复了众多佛教经典书籍、佛教法器及文物。1986年，有80多名僧人过访昭觉寺，僧人们推选了清定上师担任昭觉寺方丈。
1991年5月21日，昭觉寺重建后的大雄宝殿进行了开光仪式，大雄宝殿内供奉着三座佛像，毗卢遮那佛、卢舍那佛及释迦牟尼佛。佛像2侧塑有佛侍者阿难和迦叶像，大雄宝殿四周塑有十八罗汉像。同时昭觉寺成立了昭觉寺管理委员会，制定了宗教活动、文物保护、财务收支、安全卫生等各种规章制度，使寺院生活更加得到保障。
原中国佛教协会副会长隆莲法师曾经写诗赞叹：

常涕流血处，千古众香城。难化苌弘碧，如闻杜宇声。心长七年短，恩重一身轻。日暮春风里，黄尘扑面生。

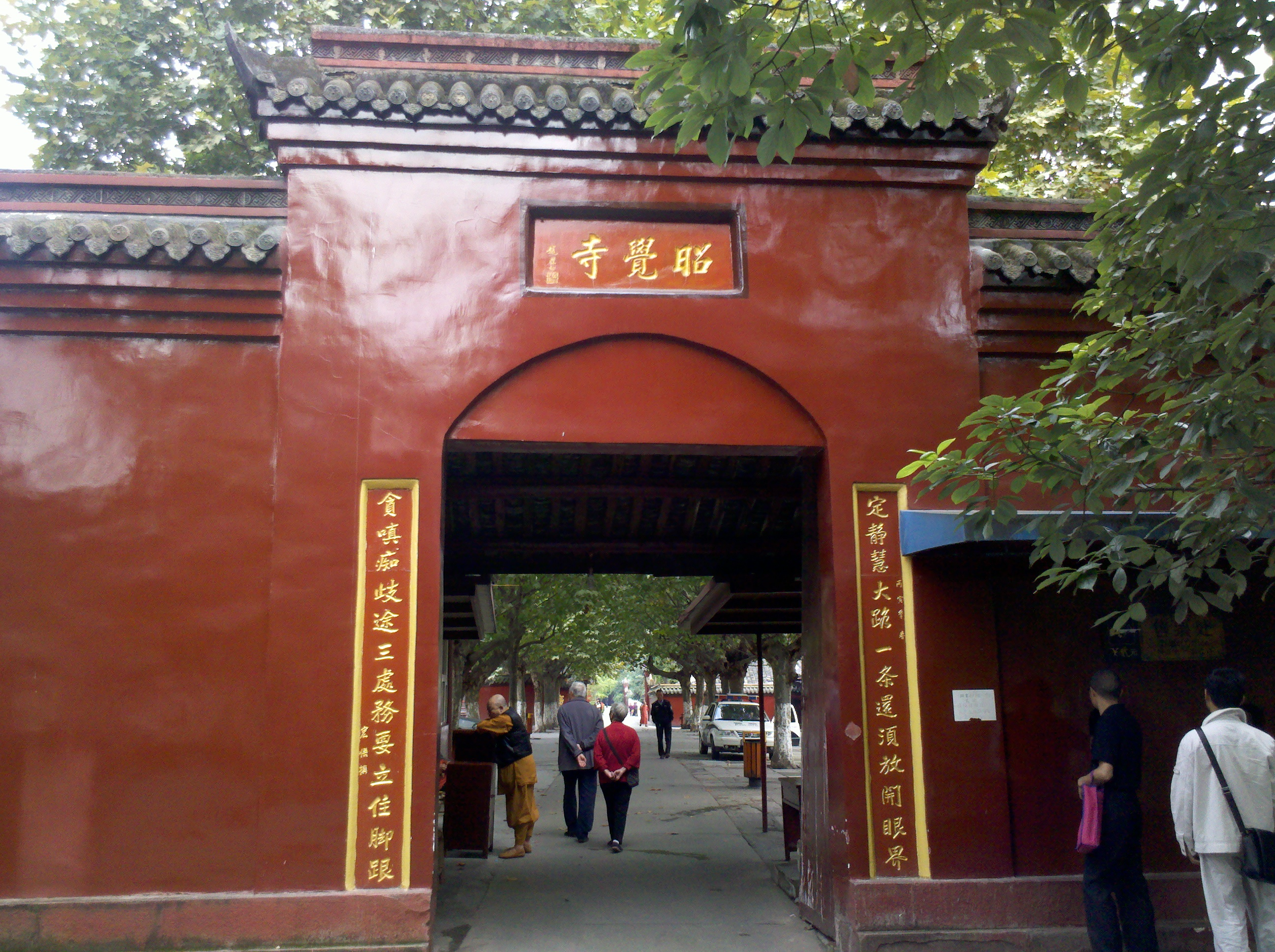
由成都动物园进入昭觉寺

## 建筑结构
- 山门
- 大雄宝殿
- 圆通宝殿
- 藏经楼
- 钟鼓楼
- 禅堂
- 达摩殿
- 大师殿
- 三大士殿
- 虔心亭
- 思德堂
- 卧佛殿
- 药师殿
- 先觉堂
- 客堂
- 涅槃堂
- 普同塔
- 祖师塔
- 国师墓

## 清定上师重建成都昭觉寺碑记
「树包碑，担瓢飞，柱头落地祖师归。」

## 寺院历代高僧
- 休梦了觉禅师
- 延美禅师
- 促庆禅师
- 纯白禅师
- 昭觉符禅师
- 圆悟克勤禅师
- 丈雪通醉禅师
- 佛冤彻纲禅师
- 竹峰续禅师
- 道魁元禅师
- 明照通朗禅师
- 清定上师

### 现任住持
- 演法上师